# Gernot Facius

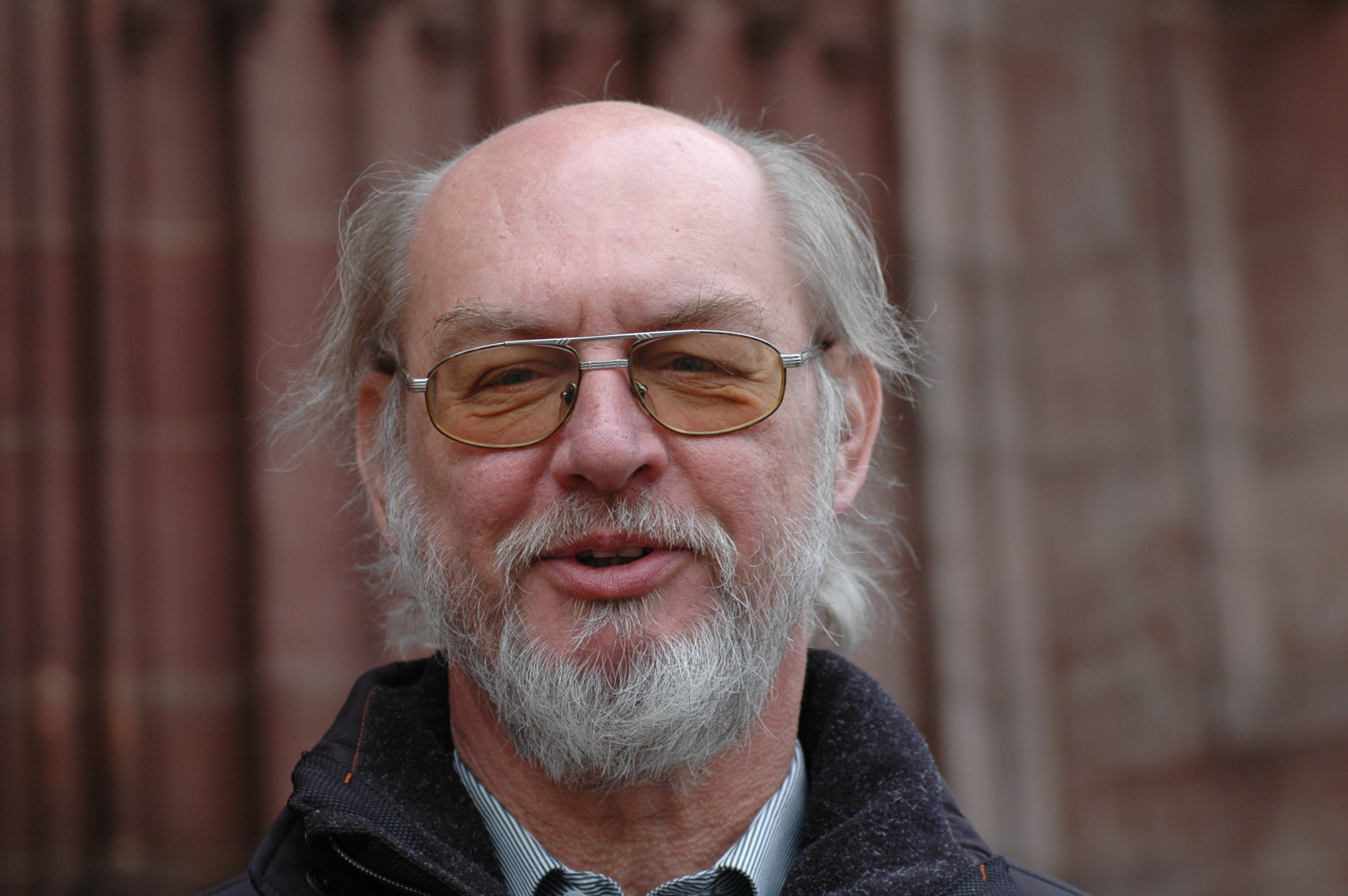
Gernot Facius, 2006

Gernot Facius (* 6. Dezember 1942 in Karlsbad, Reichsgau Sudetenland) ist ein deutscher Zeitungsjournalist.

## Journalistische Laufbahn
Als damals jüngster Volontär in der Bundesrepublik Deutschland begann Gernot Facius seine journalistische Karriere mit 18 Jahren beim Fränkischen Volksblatt in Würzburg. Er gehörte 1971 zu den Mitbegründern der Nachrichtenagentur Deutscher Depeschendienst (ddp). Seit 1976 gehörte er zur Redaktion der Tageszeitung Die Welt und war über lange Zeit zuständig für „Religion und Gesellschaft“, später auch für das Meinungsressort. Zweimal, zuletzt von 1996 bis 2000, war er stellvertretender Chefredakteur seiner Zeitung in Berlin. Facius ist seit 1988 Mitglied der Gesellschaft Katholischer Publizistinnen und Publizisten Deutschlands (GKP) sowie Mitglied der CDU.
Als Autor schrieb er – häufig unter dem Kürzel fac – bis zum Jahresende 2013 regelmäßig Artikel über kirchliche Themen für Die Welt. Facius gilt als ausgezeichneter Kenner der kirchlichen Szene in Deutschland. In der rechtsgerichteten Wochenzeitung Junge Freiheit veröffentlichte er erstmals im Oktober 2007 einen Artikel über das Berliner Zentrum gegen Vertreibungen und schreibt seit Ende 2010 regelmäßig Artikel zu Themen aus der Vertriebenenpolitik sowie in geringerem Umfang auch weiterhin über kirchliche Themen. Bereits 2006 unterzeichnete er den von der Zeitung inszenierten „Appell für die Pressefreiheit“ gegen den Ausschluss der Jungen Freiheit von der Leipziger Buchmesse. Von 2016 bis 2021 war er Vorsitzender des geschichtsrevisionistischen Vereins Zeitgeschichtliche Forschungsstelle Ingolstadt.

## Familie
Gernot Facius ist verheiratet und Vater von fünf Kindern.

## Publikationen (Auswahl)
- Als Hrsg.: Aufgabe und Verantwortung. Festschrift für Rolf Terheyden. Bonn 1996.